# Cherokee Village
Pour les articles homonymes, voir Cherokee.
Cherokee Village est une ville dans l'État américain de l'Arkansas.

## Population et société

### Démographie
La population était de 4 671 au recensement de 2010, avec une population estimée à 4 596 en 2014.
| 2000  | 2010  | - | - | - | - |
| ----- | ----- | - | - | - | - |
| 4 648 | 4 671 | - | - | - | - |

## Culture locale et patrimoine

### Lieux et monuments
- Église Saint-Michel (catholique)

### Personnalités liées à la commune
- Garrard Conley (1985-), écrivain.
- Tommy Bolt (1916-2008), golfeur professionnel américain.